# Hénaménil
Hénaménil település Franciaországban, Meurthe-et-Moselle megyében. Lakosainak száma 149 fő (2022. január 1.). Hénaménil Bathelémont, Bauzemont, Bures, Crion, Laneuveville-aux-Bois és Parroy községekkel határos.

## Népesség
A település népességének változása:
| Lakosok száma | 229  | 173  | 161  | 183  | 160  | 153  | 147  | 144  | 146  | 149  |
|               | 1968 | 1982 | 1990 | 2006 | 2013 | 2015 | 2017 | 2019 | 2020 | 2022 |